# Posavska Mahala
Posavska Mahala es un pueblo de la municipalidad de Odžak, en el cantón de Posavina, Bosnia y Herzegovina.

## Superficie
Posee una superficie de 6,68 kilómetros cuadrados.

## Demografía
Hasta 2013 la población era de 849 habitantes, con una densidad de población de 127,1 habitantes por kilómetro cuadrado.